# Crazy Love (Hollywood Edition)
Crazy Love Hollywood Edition è il quattordicesimo album in formato 2 dischi del cantante canadese Michael Bublé, pubblicato il 25 ottobre 2010 dalla Warner Music. Nel primo disco le tracce sono le stesse dell'album Crazy Love, mentre il secondo contiene il singolo Hollywood più altre due tracce inedite e cinque versioni studio di precedenti successi.
L'album esordisce con 132 000 copie nei primi tre giorni negli Stati Uniti che lo portano alla prima posizione nella Billboard 200, nel Regno Unito, in Australia, Canada, Irlanda ed Italia, la seconda in Olanda ed Argentina, la terza in Nuova Zelanda, la quarta in Svizzera e Danimarca, la quinta in Francia, Germania e Portogallo, la settima in Spagna, l'ottava in Austria e Polonia e la decima in Messico.

## Tracce

### Disco 1 - Crazy Love
1. Cry Me a River (Arthur Hamilton) - 4:15
2. All of Me (Gerald Marks, Seymour Simons) - 3:08
3. Georgia on My Mind (Hoagy Carmichael, Stuart Gorrell) - 3:08
4. Crazy Love (Van Morrison) - 3:31
5. Haven't Met You Yet (Michael Bublé, Alan Chang, Amy S Foster) - 4:05
6. All I Do Is Dream of You (Nacio Herb Brown, Arthur Freed) - 2:32
7. Hold On (Michael Bublé, Alan Chang, Amy S Foster) - 4:05
8. Heartache Tonight (Don Henley, Glenn Frey, Bob Seger, J. D. Souther) - 3:52
9. You're Nobody Till Somebody Loves You (Russ Morgan, Larry Stock, James Cavanaugh) - 3:07
10. Baby (You've Got What It Takes) (featuring Sharon Jones and The Dap-Kings) (Clyde Otis, Murray Stein) - 3:20
11. At This Moment (Billy Vera) - 4:35
12. Stardust (featuring Naturally 7) (Hoagy Carmichael, Mitchell Parish) - 3:13
13. Whatever It Takes (featuring Ron Sexsmith) (Ron Sexsmith) - 4:35
14. Some Kind Of Wonderful  (Gerald Goffin) (Carole King)  - 3:04

### Disco 2 - Hollywood EP
1. Hollywood  (Michael Bublé) (Robert Grant Scott)  - 4:15
2. At this Moment (live) - 4:32
3. Haven't Met You Yet (live) (Michael Bublé, Alan Chang, Amy S Foster) - 5:22
4. End Of May  (Tim Seely)  - 3:54
5. Me & Mrs. Jones (live)  (Leon Huff) (Kenneth Gamble) (Gary Gilbert)  - 3:44
6. Twist And Shout (Live)  (Phil Medley) (Bert Russel)  - 1:52
7. Heartache Tonight (live) - 3:48
8. Best of Me  (David Foster) (Jeremy Lubbock) (Richard Marx) - 4:33